# Cos místic de Jesucrist
El cos místic de Jesucrist és un concepte de la teologia catòlica per a descriure l'aplec dels creients durant la missa o també el conjunt de tots els creients en unió mística amb el seu cap invisible Jesús de Natzaret, i el seu cap visible, pel seu vicari per terre, que és el papa.

## Teologia
Els teòlegs catòlics van inspirar-se d'una frase de Pau de Tars treta de la seva Primera carta als Corintis: «Perquè, així com en un sol cos tenim molts membres, i no tots tenen la mateixa funció, també nosaltres, tots plegats som un sol cos en el Crist, i cada un en particular som membres els uns dels altres. Tenint dons diferents, segons la gràcia que ens ha estat donada, si és el de profecia, exerciu-lo d'acord amb la fe; si és el de servei, servint; el mestre, ensenyant; el qui exhorta, exhortant; el qui dona, que ho faci amb generositat; el qui presideix, amb diligència; el qui practica la misericòrdia, amb alegria.»
Segons aquest concepte, el Crist és el cap de la comunitat i els creients en formen el cos o els membres. En combregar, els catòlics que es reuneixen esdevenen part del cos místic. Segons la doctrina de Pius XII això només pot funcionar si els creients respecten tant el cap invisible (Jesús), com el seu vicari (el papa), com que qui només respectaria Jesús com cap, «enfosqueix i deforma» el cos místic del Redemptor.

## Conseqüències socials, polítiques i filosòfiques
Durant l'edat mitjana, aquest principi contribuïa a forjar una concepció de la societat humana en tant que entitat, en la qual l'individu només tenia un paper molt secundari en un tot transcendental més important. L'anonimat de l'art romànic i gòtic n'era una expressió: molts artistes no signaven les seves obres, ja que l'art s'integrava als edificis per a contribuir a la realització de l'ideal col·lectiu.
Al mateix context, el concepte va servir per explicar la sobirania «natural» dels caps d'estat (papes, reis i emperadors) que rebien llur autoritat deo gratias en ésser el cap temporal de la comunitat dels creients. La metàfora de Pau de Tars també justificava la posició desigual dels humans en la jerarquia: l'home havia d'acceptar acomplir el seu paper, segons els seus dons, com si fos part d'un cos. Si no ho fes, la societat no podria funcionar, tal com un cos amb dos caps i sense mans tampoc no ho podria fer. En conseqüència, la desigualtat era natural, normal i necessària.
A partir del Renaixement, de mica en mica l'individu va començar a emancipar-se de la noció de col·lectivitat medieval i la idea de la igualtat de cada humà va desenvolupar-se. La Il·lustració va confirmar aquesta tendència que va culminar en diverses revolucions als segles xvii i xix i enllà, en els principis de la Revolució Francesa «llibertat, igualtat, fraternitat» i finalment en les consecutives declaracions dels Drets de l'Home i del Ciutadà fins a la Declaració Universal dels Drets Humans el 1948.